# اس‌اس ارسوا (۱۹۰۹)
اس‌اس ارسوا (۱۹۰۹) (به انگلیسی: SS Orsova (1909)) یک کشتی بود که طول آن ۱۶۳ متر (۵۳۵ فوت) بود.